# Roberto Huicochea
Roberto Huicochea es un actor mexicano que en la década de los 80's fue más conocido como “Huicho Huicochea” del programa de televisión ¡¡Cachún Cachún Ra Ra!!. Estudió la carrera de Psicología, “Taller de Comedia Musical” y “Taller de Teatro Clásico” en la Universidad Nacional Autónoma de México. También cursó el “Taller de Análisis de Texto”, entre otros talleres en el "CEA" Centro de Capacitación Artística de Televisa), en la Ciudad de México. En el extranjero siguió su preparación con el “Curso de Actuación” en el Lee Strasberg Institute de Los Ángeles California.

## Trayectoria

### Teatro
EUA
- Espérame en el "clóset", vida mía (Comedia 1996)
- No te pases de la raya (Drama 1995)
- Los hijos de la noche (Drama 1994)

 México
- Erase una vez Daniel (Comedia Musical 1992)
- Todo lo que me digas será al revés (Comedia Musical 1992)
- Cleopatra metió la pata (Comedia Musical 1990 a 1992)
- 5 burros y una mula (Comedia 1989)
- El coleccionista (Drama 1988)
- Mucha ropa (Comedia de Enredos 1986)
- Vacachunes (Comedia Musical 1985)
- Ghospel (Musical 1987)
- Los dos amigos (Comedia de Enredos 1986)
- México D. F. (Comedia 1985)
- El Show de los Cachunes, (Musical 1983) .... Huicho
- El Duelo (Teatro en Atril 1982)
- Si quiero (Comedia Ligera 1981)
- Jesucristo superestrella (Opera Rock 1982)
- Aventura galáctica (Infantil 1982)
- Vaselina (Comedia Musical 1980)
- A Chorus Line (Comedia Musical 1979)
- West Side Story (Comedia Musical 1978)
- El hombre de La Mancha (Comedia Musical 1977)

### Series de Televisión
EUA
- Sálvese quien pueda

 México
En Televisión Mexiquense:
- Onda de secundaria …. Conductor

En Televisa:
- Papá soltero (1987) …. Actor Invitado
- Tres generaciones (1987) …. Actor Invitado
- Dr. Cándido Pérez (1987) …. Actor Invitado
- Mujer, casos de la vida real …. Actor Invitado
- La telaraña (1986) …. Actor Invitado
- XETU sábados del Rock (1984) …. Actor Invitado
- Mi colonia la esperanza (1983)
- Chulas Fronteras (1982) …. Actor Invitado
- ¡¡Cachún cachún ra ra!! (1981-1987) …. Luis Paolo Huicochea (1981-1986)
- Noche a Noche[2] (1980) …. Actor Invitado

### Telenovelas
EUA
En Telemundo:
- Mi corazón insiste... en Lola Volcán (2011) .... José 'Pepe' Linares / 19 Capítulos.
- Aurora (2011) .... Doctor / Capítulos: "Desafiar fuerzas" (2011) y "Gran lanzamiento" (2010)
- Perro amor (2010) .... Giardinis Murillo / 23 Capítulos.
- Más sabe el diablo (2009-2010) ... Evaristo Ortega / El Príncipe
- Pecados ajenos (2007-2008).... Anselmo Aguilar Villano

En Univision:
- El Talismán .... Valentín Ramos
- Mi vida eres tú (2006) .... El Perro / 11 Capítulos.

 México
En Televisa:
- Carrusel de las Américas (1992) …. Actuación Especial
- La pícara sonadora (1991) .... Detective Colín
- Nosotras las mujeres (1981) …. Primera Parte
- El hogar que yo robé (1981) …. Primera Parte
- Soledad (1981) …. Primera Parte
- Caminemos (1980) …. Primera Parte

### Cine
México
- El muerto al hoyo y el vivo también (1989)
- La nena y sus muchachas
- El semental de palo alto (1988)
- Mi esposa tiene un amante (1987)
- Violación (1987)
- Los maistros (1985)
- ¡¡Cachún cachún ra-ra!! (Una loca, loca, preparatoria) (1984) …. Huicho Huicochea
- La pachanga (1981) .... Moisés

### Comerciales
EUA
Pepsi-Cola, Miller Lite, Americatel, Falow Me to América.
 México
Medias Lonatti

## Premios
- “AMPRYT” Asociación de Críticos y Cronistas de Radio y Televisión 1988.
- “TV y Novelas” México, en dos ocasiones 1984 y 1985.
- “El Heraldo”, por la serie televisiva ¡¡Cachún Cachún Ra Ra!! En 1983 y 1984.